# Sojuz TMA-18M
Sojuz TMA-18M è stato un volo astronautico verso la Stazione Spaziale Internazionale (ISS) e parte del programma Sojuz, ed è stato il 127° volo con equipaggio della navetta Sojuz dal primo volo avvenuto nel 1967.
Gli astronauti Scott Kelly e Michail Kornienko, arrivati in orbita a bordo della Sojuz TMA-16M a marzo 2015, sono rimasti sulla ISS per quasi un anno. Dato che la Sojuz può restare nello spazio solo per 210 giorni, i due astronauti sono tornati sulla Terra con la Sojuz TMA-18M, insieme al collega russo Sergej Volkov. Gli astronauti Andreas Mogensen e Aidyn Aimbetov invece atterrarono a bordo della Sojuz TMA-16M dopo 10 giorni di missione, con il comandante Gennadij Padalka. Mogensen è il primo cittadino danese ad andare nello spazio.
A causa dell'orbita attuale della ISS, più alta del normale, il rendezvous con la stazione spaziale ha richiesto due giorni.

## Equipaggio al lancio
| Ruolo               | Equipaggio al lancio                              | Equipaggio all'atterraggio                              |
| ------------------- | ------------------------------------------------- | ------------------------------------------------------- |
| Comandante          | Sergej Volkov, Roscosmos Expedition 45 Terzo volo | Sergej Volkov, Roscosmos Expedition 45 Terzo volo       |
| Ingegnere di volo 1 | Andreas Mogensen, ESA Primo volo                  | Michail Kornienko, Roscosmos Expedition 43 Secondo volo |
| Ingegnere di volo 2 | Ajdyn Aimbetov, KazCosmos Primo volo              | Scott Kelly, NASA Expedition 43 Quarto volo             |

### Equipaggio di riserva
| Ruolo               | Equipaggio                  | Equipaggio                  |
| ------------------- | --------------------------- | --------------------------- |
| Comandante          | Oleg Skripočka, Roscosmos   | Oleg Skripočka, Roscosmos   |
| Ingegnere di volo 1 | Thomas Pesquet, ESA         | Thomas Pesquet, ESA         |
| Ingegnere di volo 2 | Sergej Prokop'ev, Roscosmos | Sergej Prokop'ev, Roscosmos |